# 매지컬 팡
《매지컬 팡》은 만동이(본명 차동재)의 같은 이름인 웹툰을 토대로 스튜디오 애니멀에서 만든 대한민국의 애니메이션으로, 2024년 1월 6일부터 5월 4일까지 KBS 1TV에서 종료했다.

## 방영 일시
| 방송 채널 | 방송일                   | 방송 시간        |
| --------- | ------------------------ | ---------------- |
| KBS 1TV   | 2024년 1월 6일 ~ 5월 4일 | 매주 토 오후 3시 |

## 등장 인물
- 매지컬 팡
- 에드워드 왕자
- 폴
- 미야
- 루시
- 토마토코
- 크림
- 치즈
- 도넛
- 리키
- 페퍼
- 마법사들
- 검은 마녀
- 늑대 인간

## 목소리 출연
- 박윤희: 팡, 마녀, 해설, 늑대B
- 진양욱: 에드워드, 토마토코, 늑대A, 늑대C
- 김세란: 폴, 미야

## OST
- 이주연 - 오프닝 작고 소중한 친구들
- RYURI - 엔딩 거부기 행진곡 / 삽입곡 클로징

## 제작진
- 손수희 - 책임 프로듀서
- 이순주, 김대수 - 프로듀서
- 만동이/차동재 - 원작
- 네이버 웹툰 - 제공
- 구봉회 - 기획/감독
- 조경훈 - 제작총괄
- 윤우정, 김이연, 김현화 - 프로덕션 매니저
- 이다선, 구봉회 - 시나리오
- 조연주, 유창희 - 캐릭터 디자인
- 유창희, 이수정 - 이미지보드
- 조연주, 유창희 - 배경 및 소품디자인
- 김정현 - CG테크니컬
- 유창회, 박유미, 구봉회, 이상우 - 애니메이션 연출
- 유창회, 박유미, 이수정, 김효경, 구봉회 - 콘티
- 유창회, 이수정, 김효경, 박유미, 유윤정
- 김민주, 이상우, 김민지, 최봉강, 장은아, 김보미 - 원화
- 김정현, 조연주, 고태경 - 배경
- 전순옥, 임미하, 임지호, 이지혜 - 동화
- 조연주, 김경화, 김아릉, 이제현, 이가흔 - 후반설정/색지정
- 김정현, 박장준 - 3D CG
- 손지연, 진현식, 송미연 - 촬영/합성
- 안현주 - 경영 지원
- 미루 애니메이션, 아트플러스엠, 신성
- 크리에이티브섬, 알라딘, 리테리픽쳐스, 대련 시아이 애니메이션 - 제작협력
- 음악 제작
- 사운드&음악 프로덕션
- 모레코드
- 윤건 - 사운드 슈퍼바이저
- 김주영 - 음악
- 엠오 - 녹음
- 소리담 - 사운드 디자이너
- INFX@INFX STUDIO
- INFX, 구봉회, 김대수, 이다선 - 작사
- INFX@INFX STUDIO - 작곡/믹싱/마스터링*
- MIIM - 작곡/편곡
- MIIM - 피아노
- MIIM, INFX@INFX STUDIO - 믹싱/마스터링
- 한국콘텐츠진흥원, 경기콘텐츠진흥원, 한국만화영상진흥원 - 제작지원
- 김연재(KBS미디어) - 홈페이지
- 이수은 - 종합편집
- 황은서 - 자막디자인
- 차한결 - 조연출
- 이순주 - 연출
- 기획 - KBS
- 제작 - 스튜디오 애니멀
- 제공 - 스튜디오 애니멀 KBS미디어(OST)
- 저작권, 배급 - 2024 Cha Dong Jae, Studio Animal Co., Ltd. All rights reserved.

## 방영 목록
| 회차 | 주제                       | 방송 일자       |
| ---- | -------------------------- | --------------- |
| 1화  | 팡                         | 2024년 1월 6일  |
| 1화  | 개굴                       | 2024년 1월 6일  |
| 2화  | 쿨~                        | 2024년 1월 13일 |
| 2화  | 폴                         | 2024년 1월 13일 |
| 3화  | 방귀 뽕~                   | 2024년 1월 20일 |
| 3화  | 빙글빙글                   | 2024년 1월 20일 |
| 4화  | 쨍                         | 2024년 2월 4일  |
| 5화  | 뚝                         | 2024년 2월 17일 |
| 5화  | 쿵                         | 2024년 2월 17일 |
| 6화  | 영차                       | 2024년 3월 2일  |
| 6화  | 골골                       | 2024년 3월 2일  |
| 7화  | 토마토 코                  | 2024년 3월 9일  |
| 7화  | 달콤                       | 2024년 3월 9일  |
| 8화  | 숙제는 다람쥐 잡아오기     | 2024년 3월 16일 |
| 8화  | 팡의 아지트 만들기         | 2024년 3월 16일 |
| 9화  | 친절한 토마토코            | 2024년 3월 23일 |
| 9화  | 달콤한 꿈                  | 2024년 3월 23일 |
| 10화 | 새로운 친구 크림 치즈 도넛 | 2024년 3월 30일 |
| 10화 | 빨래 팡팡                  | 2024년 3월 30일 |
| 11화 | 비밀 아지트 완성           | 2024년 4월 6일  |
| 11화 | 짜짠~ 내 자리를 소개해줄게 | 2024년 4월 6일  |
| 12화 | 모두 모여 즐거운 시간      | 2024년 4월 13일 |
| 12화 | 깜작 손님 방문             | 2024년 4월 13일 |
| 13화 | 루시의 선물                | 2024년 4월 20일 |
| 13화 | 실종! 마법구슬 수수께끼    | 2024년 4월 20일 |
| 14화 | 어디어디 숨었나            | 2024년 4월 27일 |
| 14화 | 신비한 이동마법            | 2024년 4월 27일 |
| 15화 | 마법사 유적 탐험           | 2024년 5월 4일  |
| 15화 | 반짝반짝 이리로 와         | 2024년 5월 4일  |

## 결방 및 편성안내
- 2024년 1월 27일: 2024년 동계 청소년 올림픽의 중계방송의 관계로 인해 결방했다.
- 2024년 2월 10일: 설날연휴의 관계로 인해 결방했다.
- 2024년 2월 24일: 2024년 부산 세계탁구선수권대회 인해 결방했다.